# Ardersier
Ardersier (Schots-Gaelisch: Ard-nan-Saor) is een klein voormalig vissersdorpje aan de Moray Firth in de Schotse Hooglanden, ten oosten van Inverness en niet ver van Fort George en Nairn.
De Gaelische naam Ard-nan-Saor (Landtong van de Timmerman) zou komen door het feit dat voor de bouw van religieuze gebouwen aan de andere kant van de inham in Ardersier verbleven.

## Geschiedenis

### Middeleeuwen
Delen van het land in en rond Ardersier waren oorspronkelijk eigendom van de Tempeliers. Deze gebieden kregen de namen Temple Land, Temple Cruik, Temple Bank, Bogschand. Deze gronden lagen tussen Connage en de zee en Flemington en de zee. Deze gronden werden beheerd door de families Davidsons en Mackays. In 1626 werden de gronden verworven door de Clan Cawdor.

### Clanruzies
In 1547 verkreeg de Clan Cawdor de kerkelijke gronden van Ardersier van Clan Leslie die het op hun beurt hadden verkregen van de bisschop van Ross. Maar dit was tegen de zin van Mackays die verschillende bediende en huurders van de Cawdors aanvielen en vermoorden. De Cawdors konden dit niet laten gebeuren en hierdoor begon een clanruzie. Deze eindigde in 1581 toen de Clan Mackay afstand deed van hun eis op de kerkelijke gronden.
In 1626 werden de gronden van de Tempeliers verworven door de Clan Cawdor.

### Jacobitische opstand
Na het einde van de Jacobische opstand door de Slag bij Culloden in 1746 werd besloten om Morray Firth beter te beschermen tegen een inval van de Fransen die de Jacobieten steunden door het bouwen van Fort George op de plaats waar het vissersdorpje Blacktown was. Omdat op deze plaats de inham aanzienlijk verkleint. Dit betekende voor de bevolking van Blacktown dat ze moesten verhuizen samen met hun vissersindustrie naar de overkant van de inham naar Ardersier. Hier werden twee nederzettingen dicht bij elkaar gesticht die elk verschilden in religie en eigenaar. De eerste nederzetting was Stewart Town en was eigendom van de Earl of Morray en het andere Campbell-town was eigendom van de Earl of Cawdor.
Deze twee nederzettingen gingen apart verder tot 1970 wanneer de twee nederzettingen werden samengevoegd tot Ardersier voornamelijk om moeilijkheden met postleveringen te vermijden omdat er al een dorp Campbeltown bestond.